# Reggie Geary
Reginald Elliot Geary, detto Reggie (Trenton, 31 agosto 1973), è un ex cestista e allenatore di pallacanestro statunitense, professionista nella NBA e in Europa.

## Carriera
È stato selezionato dai Cleveland Cavaliers al secondo giro del Draft NBA 1996 (56ª scelta assoluta).